# Panserskonnerten Absalon
Absalon blev bygget i England, Storbritannien (Thames Ironworks) fra 1861, søsat 1862 og ankom til Danmark samme år. Dens maskineri var på 500 HK. Absalon var marinens første skib med pansring, men på grund panserets ringe tykkelse var den ikke et rigtigt panserskib.

## Tekniske data

### Generelt
- Længde: 45,8 m
- Bredde:  8,1 m
- Dybgang: 3,3 m
- Deplacement: 533 ton
- Fart 11,3 knob
- Besætning: 66 i 1864, 80 i 1889
- Pansring: 64 mm smedejern.

### Armering
- Artilleri (1864): 1 styk 60 pund (20,5 cm) glatløbet forladekanon og to styk 18 pund (14 cm) riflede forladekanoner. 1864-78 desuden 4 styk 4 pund haubitser.
- Artilleri (1868): 3 styk 18 pund (14 cm) riflede forladekanoner og 4 styk 4 pund haubitser.
- Artilleri (1878): 3 styk 18 pund (14 cm) riflede forladekanoner og 2 styk 37 mm kanoner.
- Artilleri (1882): 4 styk 87 mm riflede bagladekanoner og 2 styk 37 mm kanoner.
- Artilleri (1885): 6 styk 87 mm riflede bagladekanoner og 2 styk 37 mm kanoner.
- Artilleri (1888): 2 styk 12 cm kanoner, 2 styk 87 mm kanoner og 4 styk maskinskyts. Alle var riflede bagladekanoner.

## Tjeneste
- Indgået i 1862. Et af Marinens mest benyttede skibe i hele sin levetid. Undsatte i marts 1864 Bombekanonchalup Nr. 18, der var gået på grund i Alssund. Efter krigen ofte anvendt til troppetransport. I adskillige vintre udlånt til Postvæsenet og Statsbanerne som isbryder og istransportskib. Fra 1885 klassificeret som krydser af 3. klasse. Fra 1889 anvendt som skoleskib til uddannelse i let artilleri, og samtidig omarmeret med 1 styk 57 mm og 2 styk 37 mm kanoner. Fra 1896 officielt klassificeret som skoleskib. Udgået 1908.